# Kiła kapusty

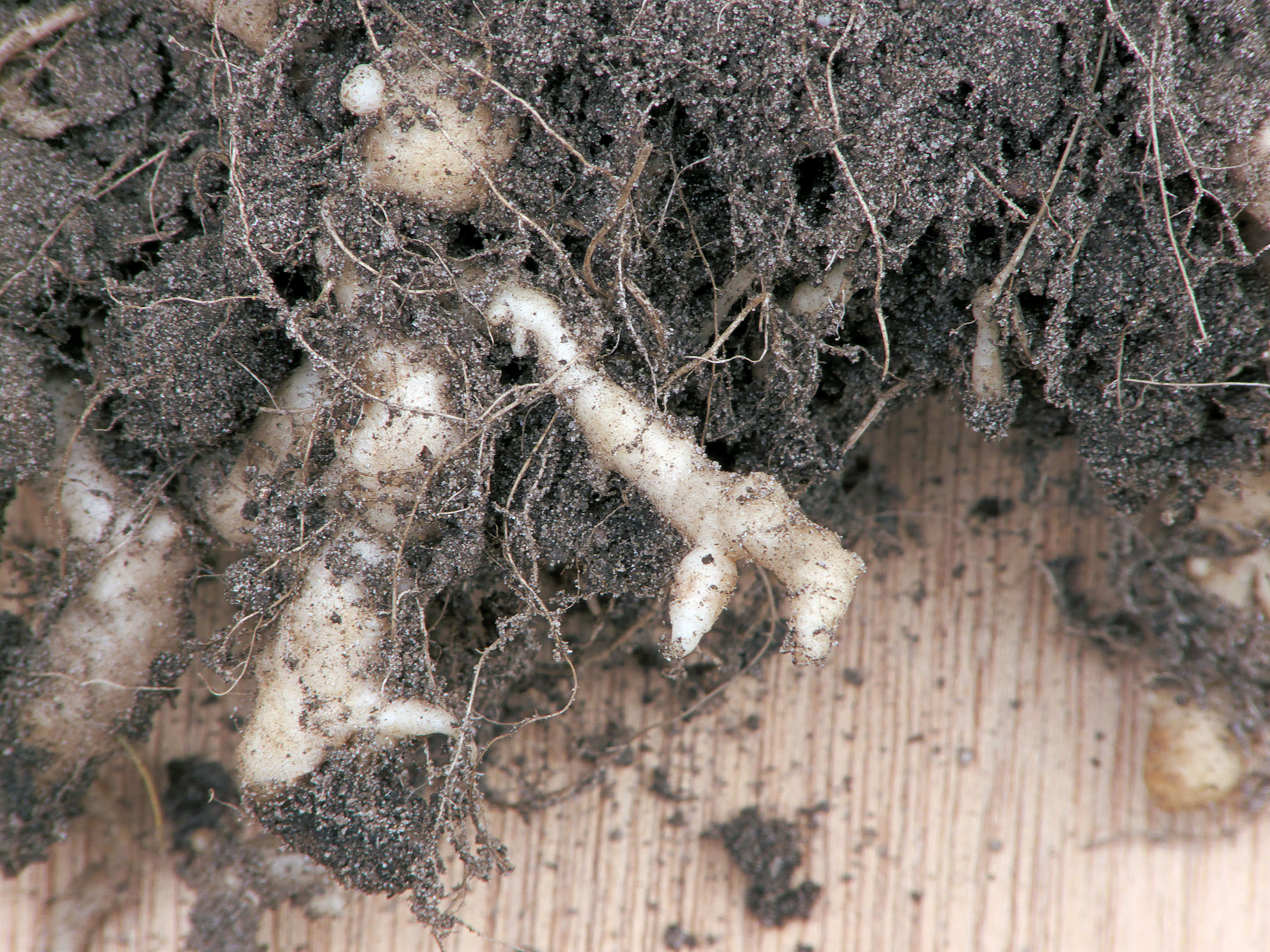
Objawy kiły na korzeniach

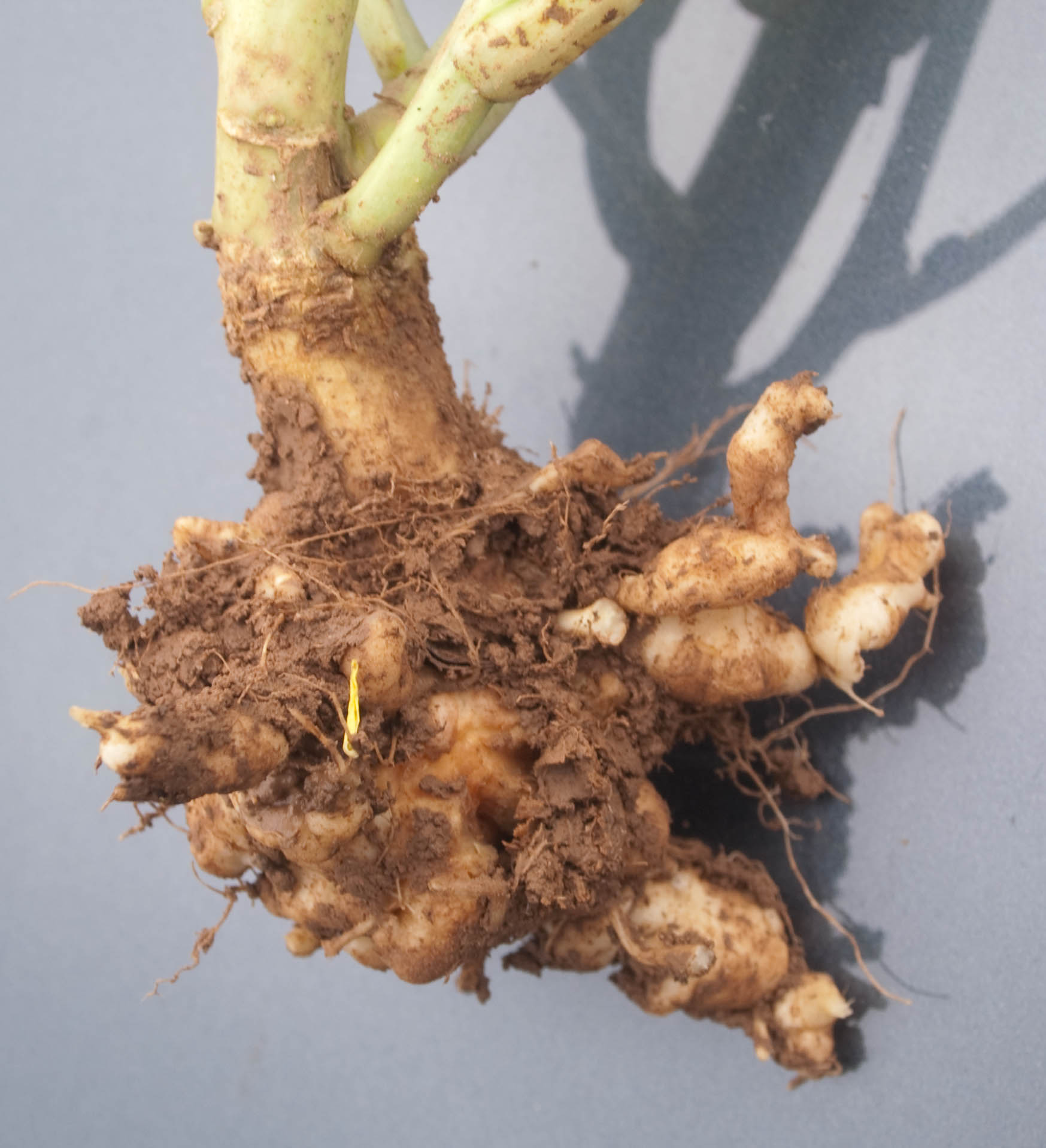

Kiła kapusty – choroba roślin należących do rodziny kapustowatych (Brassicaceae). Jest powodowana przez Plasmodiophora brassicae, który według Index Fungorum należy do pierwotniaków (Protozoa).

## Objawy
Choroba objawia się występowaniem na plantacji skupisk porażonych roślin. Patogen atakuje części podziemne, doprowadzając do zamierania włośników i powstawania narośli. Na nadziemnych częściach porażonych roślin skutkuje to zahamowaniem wzrostu, więdnięciem, chlorozą i ich zamieraniem. Gdy zaatakowane są młode rośliny, narośle na korzeniu są kuliste, zaś na korzeniach starszych roślin - palczaste lub wrzecionowate. Początkowo narośle są jasnożółte, później ciemne i popękane. Przez pęknięcia wnikają do narośli bakterie i grzyby, powodując ich gnicie i rozpad. Z narośli do gleby wydostają się przetrwalniki patogenu, atakujące sąsiednie rośliny.

## Występowanie i szkodliwość
Pasożyt bezwzględny atakujący ponad 200 różnych gatunków roślin. Może się rozwijać tylko w żywych komórkach gospodarza. Wśród roślin uprawnych atakuje rośliny kapustne (kapusta, kalafior, brokuł, kalarepa i inne), brukiew i rzepę. Rzepak jest atakowany rzadko, na chrzanie w Polsce nie występuje. Choroba powoduje obniżenie plonu, które w skrajnych przypadkach może wynieść nawet 100%.
W Europie pierwsze historyczne wzmianki o kile kapuścianej sięgają XIII wieku. Pod koniec XIX wieku epidemia kiły kapuścianej zniszczyła ogromne uprawy kapusty w Petersburgu. W 1875 roku rosyjski naukowiec Michaił Woronin ostatecznie zidentyfikował przyczynę choroby jako "organizm plasmodiophorous" i nadał jej nazwę Plasmodiophora brassicae.

## Ochrona
Bardzo ważną rolę w zapobieganiu chorobie odgrywa produkcja rozsady na podłożu wolnym od zarodników patogenu, a w przypadku roślin wysiewanych wprost na pole – to, by pole to było wolne od patogenu. Można to osiągnąć przez stosowanie kilkuletnich przerw w uprawie roślin kapustowatych na tym samym polu oraz przez zwalczanie chwastów, na których patogen ten także może się rozwijać. Jeśli nie ma pewności czy podłoże jest wolne od patogenu, zaleca się jego termiczną lub chemiczną dezynfekcję. Stosuje się do tego celu preparaty zawierające dazomet, metam sodu lub tiuram. Należy to zrobić nie później niż 3-5 tygodni przed siewem lub tydzień w przypadku tiuramu. Ponieważ są to preparaty silnie toksyczne, należy wysiać rzeżuchę, by sprawdzić, czy w glebie nie ma jeszcze ich pozostałości. Można też bezpośrednio przed siewem czy sadzeniem rozsady zdezynfekować glebę fluazynamem i przemieszać ją do głębokości 10 cm. Do podlewania rozsady stosuje się dodatek tiofanatu metylowego.
Aby wyeliminować niepotrzebną i drogą dezynfekcję gleby, zaleca się wykonanie analizy próbek gleby z pól przeznaczonych pod rozsadniki lub uprawę warzyw kapustnych na obecność kiły. W Polsce analizy takie wykonuje Instytut Warzywnictwa w Skierniewicach.
Istnieją też biologiczne metody zwalczania patogenu polegające na uprawie roślin pułapkowych takich jak: por, ogórek i pomidor. Łatwo można zmniejszyć możliwość zakażenia przez wapnowanie pól w roku poprzedzającym uprawę roślin kapustnych – jest to jednak właściwe tylko na glebach kwaśnych. Zaleca się także dokładne usuwanie z pól i niszczenie korzeni roślin wraz z naroślami.
Zabiegi chemiczne zwalczające Plasmodiophora brassicae bywają na różnych obszarach zakazane ze względu na regulacje środowiskowe lub ekonomicznie są nieopłacalne. W takich przypadkach najlepszym rozwiązaniem jest uprawa odmian odpornych na ten patogen.